# Dracula chimaera
Dracula chimaera es una especie de orquídea epifita. Es la especie tipo del género Dracula.

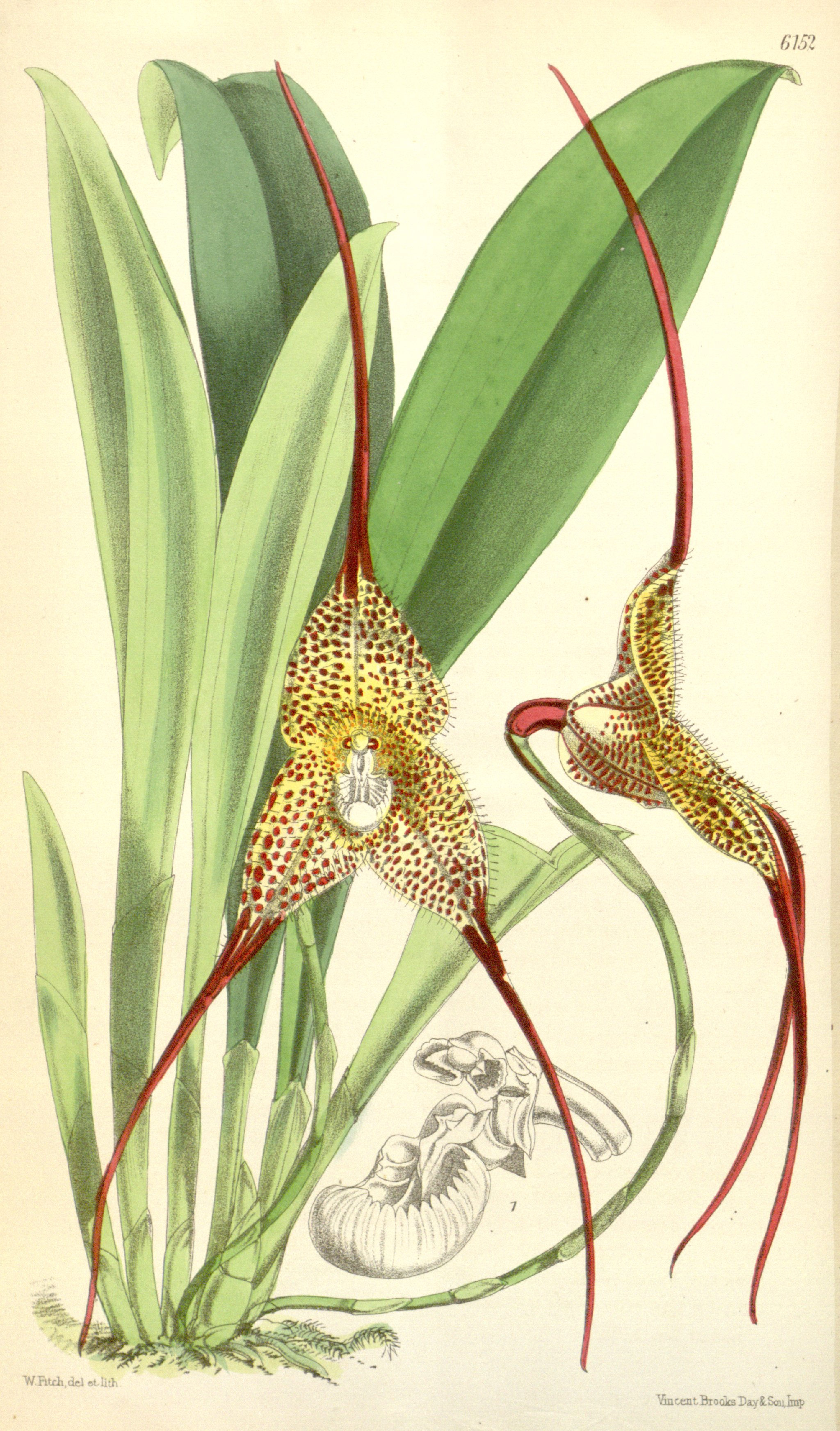
Dracula chimaera
(sin.Masdevallia chimaera)
placa 6152 in:
Curtis's Bot. Magazine
(Orchidaceae), vol. 101,
(1875)

## Descripción
Es una orquídea de tamaño mediano, con hábito de epifita o litofita y con tallos agrupados subtendidos por 2-3 vainas sueltas que llevan una sola hoja, apical, erecta,  estrechamente oblanceolada. Florece a finales del otoño a través del invierno en una inflorescencia colgante, de 15 a 60 cm de largo con brácteas tubulares que lleva hasta 6 flores simples soportadas en la serie y que requieren unas buenas condiciones de regado durante todo el año. Esta planta debe  crecer en un listón de madera o cesta de alambre ya que la inflorescencia empuja hacia abajo y hacia fuera de los lados de la planta y puede ser obstaculizada por la pared interior de una olla.

## Distribución y hábitat
Se encuentra en Colombia y Ecuador en elevaciones de 1400 a 2450 metros en los bosques nublados.

## Taxonomía
Dracula chimaera fue descrita por (Rchb.f.) Luer  y publicado en Selbyana 2: 194. 1978.
Etimología
Dracula: nombre genérico que deriva del latín y significa: "pequeño dragón", haciendo referencia al extraño aspecto que presenta con dos largas espuelas que salen de los sépalos.
chimaera; epíteto latíno que significa "quimera, monstruo".
Sinonimia
- Masdevallia chimaera Rchb.f. (basónimo)
- Masdevallia backhousiana Rchb.f.
- Masdevallia senilis Rchb.f.
- Masdevallia wallisii var. stupenda Rchb.f.
- Masdevallia chimaera var. backhousiana (Rchb.f.) H.J. Veitch
- Masdevallia chimaera var. senilis (Rchb.f.) H.J. Veitch
- Dracula senilis (Rchb.f.) Luer[4][5]